# جاكوب أوغستسون
جاكوب أوغستسون (بالسويدية: Jakob Augustsson)‏ هو لاعب كرة قدم سويدي في مركز الدفاع، ولد في 8 أكتوبر 1980 في Häljarp ‏ في السويد. شارك مع منتخب السويد تحت 21 سنة لكرة القدم. أما مع النوادي، فقد لعب مع تفينتي أنشخيدة ونادي ساندفيورد ونادي لين ونادي هلسينغبورغ.